# Eliminatórias para a Liga das Nações da CONCACAF de 2019–20
As Eliminatórias para a Liga das Nações da CONCACAF de 2019–20 foi disputada entre 6 de setembro de 2018 até 24 de março de 2019. Definiu os classificados para as Liga A, B e C e também para a Copa Ouro da CONCACAF de 2019.

## Formato
Além das 6 seleções que participaram da quinta fase das eliminatórias para a Copa do Mundo FIFA de 2018, outras 34 seleções entraram no processo de qualificação (a seleção da Guatemala não pôde entrar devido a suspensão da FIFA). Cada seleção disputou quatro partidas, duas fora e duas em casa com os resultados sendo compilados em uma tabela de classificação. Baseado nesta classificação, as seleções foram divididas em níveis para a fase de grupos. Além disso, as 10 seleções melhores classificadas nas eliminatórias se classificaram para a Copa Ouro da CONCACAF de 2019, se juntando aos 6 participantes da quinta fase das eliminatórias para a Copa do Mundo FIFA de 2018.

## Distribuição das equipes
As 34 seleções foram divididas em quatro potes baseado em sua posição no ranking da CONCACAF (posição no ranking entre parênteses).
| Pote A | Pote B |
| --- | --- |
| 1. Jamaica (6) 2. Canadá (7) 3. Haiti (9) 4. El Salvador (10) 5. Martinica (12) 6. Cuba (13) 7. Guiana Francesa (14) 8. Guadalupe (15)                                  | 1. Nicarágua (16) 2. São Cristóvão e Neves (17) 3. Curaçau (18) 4. Suriname (19) 5. Antígua e Barbuda (20) 6. República Dominicana (21) 7. Bermudas (22) 8. Guiana (23) 9. Belize (24)                        |
| Pote C | Pote D |
| 1. Bonaire (25) 2. Granada (26) 3. São Vicente e Granadinas (27) 4. Santa Lúcia (28) 5. Barbados (29) 6. Porto Rico (30) 7. Bahamas (31) 8. Dominica (32) 9. Aruba (33) | 1. Ilhas Caimã (34) 2. Turcas e Caicos (35) 3. Monserrate (36) 4. Ilhas Virgens Americanas (37) 5. São Martinho Francês (38) 6. São Martinho Neerlandês (39) 7. Anguila (40) 8. Ilhas Virgens Britânicas (41) |

## Calendário
O calendário para esta fase da competição é o seguinte:
| Rodada          | Datas                     |
| --------------- | ------------------------- |
| Primeira rodada | 6–11 de setembro de 2018  |
| Segunda rodada  | 11–16 de outubro de 2018  |
| Terceira rodada | 16–20 de novembro de 2018 |
| Quarta rodada   | 21–26 de março 2019       |

## Sorteio
O sorteio foi realizado em 7 de março de 2018 em Miami Beach nos Estados Unidos.
| Pos | Seleção         |
| --- | --------------- |
| A1  | Guiana Francesa |
| A2  | El Salvador     |
| A3  | Jamaica         |
| A4  | Cuba            |
| A5  | Guadalupe       |
| A6  | Martinica       |
| A7  | Haiti           |
| A8  | Canadá          |

| Pos | Seleção               |
| --- | --------------------- |
| B1  | Belize                |
| B2  | São Cristóvão e Neves |
| B3  | Antígua e Barbuda     |
| B4  | República Dominicana  |
| B5  | Nicarágua             |
| B6  | Bermudas              |
| B7  | Guiana                |
| B8  | Suriname              |
| B9  | Curaçau               |

| Pos | Seleção                  |
| --- | ------------------------ |
| C1  | Dominica                 |
| C2  | Granada                  |
| C3  | Bahamas                  |
| C4  | São Vicente e Granadinas |
| C5  | Bonaire                  |
| C6  | Santa Lúcia              |
| C7  | Porto Rico               |
| C8  | Barbados                 |
| C9  | Aruba                    |

| Pos | Seleção                  |
| --- | ------------------------ |
| D1  | São Martinho Neerlandês  |
| D2  | São Martinho Francês     |
| D3  | Ilhas Virgens Americanas |
| D4  | Ilhas Caimã              |
| D5  | Ilhas Virgens Britânicas |
| D6  | Turcas e Caicos          |
| D7  | Monserrate               |
| D8  | Anguila                  |

## Classificação
| Legenda                                                      |
| Classificado para a Liga A e a Copa Ouro da CONCACAF de 2019 |
| Classificado para a Liga B e a Copa Ouro da CONCACAF de 2019 |
| Classificado para a Liga B                                   |
| Classificado para a Liga C                                   |

| Pos. | Equipe                   | Pts | J | V | E | D | GP | GC | SG  |
| ---- | ------------------------ | --- | - | - | - | - | -- | -- | --- |
| 1    | Haiti                    | 12  | 4 | 4 | 0 | 0 | 19 | 2  | +17 |
| 2    | Canadá                   | 12  | 4 | 4 | 0 | 0 | 18 | 1  | +17 |
| 3    | Martinica                | 12  | 4 | 4 | 0 | 0 | 10 | 2  | +8  |
| 4    | Curaçau                  | 9   | 4 | 3 | 0 | 1 | 22 | 2  | +20 |
| 5    | Bermudas                 | 9   | 4 | 3 | 0 | 1 | 17 | 4  | +13 |
| 6    | Cuba                     | 9   | 4 | 3 | 0 | 1 | 15 | 2  | +13 |
| 7    | Guiana                   | 9   | 4 | 3 | 0 | 1 | 14 | 3  | +11 |
| 8    | Jamaica                  | 9   | 4 | 3 | 0 | 1 | 12 | 3  | +9  |
| 9    | Nicarágua                | 9   | 4 | 3 | 0 | 1 | 9  | 2  | +7  |
| 10   | El Salvador              | 9   | 4 | 3 | 0 | 1 | 7  | 2  | +5  |
| 11   | Monserrate               | 9   | 4 | 3 | 0 | 1 | 6  | 3  | +3  |
| 12   | Suriname                 | 7   | 4 | 2 | 1 | 1 | 8  | 2  | +6  |
| 13   | Santa Lúcia              | 7   | 4 | 2 | 1 | 1 | 7  | 4  | +3  |
| 14   | Dominica                 | 7   | 4 | 2 | 1 | 1 | 6  | 5  | +1  |
| 15   | São Cristóvão e Neves    | 6   | 4 | 2 | 0 | 2 | 11 | 3  | +8  |
| 16   | República Dominicana     | 6   | 4 | 2 | 0 | 2 | 9  | 4  | +5  |
| 17   | Belize                   | 6   | 4 | 2 | 0 | 2 | 6  | 3  | +3  |
| 18   | Antígua e Barbuda        | 6   | 4 | 2 | 0 | 2 | 10 | 8  | +2  |
| 19   | Guiana Francesa          | 6   | 4 | 2 | 0 | 2 | 8  | 6  | +2  |
| 20   | São Vicente e Granadinas | 6   | 4 | 2 | 0 | 2 | 5  | 6  | –1  |
| 21   | Granada                  | 6   | 4 | 2 | 0 | 2 | 7  | 14 | –7  |
| 22   | Aruba                    | 4   | 4 | 1 | 1 | 2 | 5  | 6  | –1  |
| 23   | Guadalupe                | 4   | 4 | 1 | 1 | 2 | 3  | 7  | –4  |
| 24   | Turcas e Caicos          | 4   | 4 | 1 | 1 | 2 | 5  | 23 | –18 |
| 25   | Barbados                 | 3   | 4 | 1 | 0 | 3 | 3  | 7  | –4  |
| 26   | Bonaire                  | 3   | 4 | 1 | 0 | 3 | 3  | 14 | –11 |
| 27   | Ilhas Virgens Americanas | 3   | 4 | 1 | 0 | 3 | 3  | 16 | –13 |
| 28   | São Martinho Neerlandês  | 3   | 4 | 1 | 0 | 3 | 4  | 30 | –26 |
| 29   | Ilhas Caimã              | 1   | 4 | 0 | 1 | 3 | 1  | 9  | –8  |
| 30   | Ilhas Virgens Britânicas | 1   | 4 | 0 | 1 | 3 | 3  | 13 | –10 |
| 31   | Anguila                  | 1   | 4 | 0 | 1 | 3 | 1  | 15 | –14 |
| 32   | Bahamas                  | 1   | 4 | 0 | 1 | 3 | 1  | 15 | –14 |
| 33   | Porto Rico               | 0   | 4 | 0 | 0 | 4 | 0  | 5  | –5  |
| 34   | São Martinho Francês     | 0   | 4 | 0 | 0 | 4 | 5  | 22 | –17 |

## Partidas
As partidas foram anunciadas em 29 de maio de 2018.
Os horários na primeira, segunda e quarta rodada seguem o fuso horário (UTC−04:00), enquanto os horários na terceira rodada seguem o fuso horário (UTC−05:00).

### Primeira rodada
As sedes da primeira rodada foram divulgadas em 9 de agosto de 2018.
| 6 de setembro de 2018 | Dominica | 0 – 0     | Suriname | Stade René Serge Nabajoth, Les Abymes (Guadalupe) |
| 16:00                 |          | Relatório |          | Árbitro: SKN Tristley Bassue                      |

| 6 de setembro de 2018 | Guiana               | 3 – 0     | Barbados      | Synthetic Track and Field Facility, Leonora |
| 19:00                 | Bobb 46' · Danns 78' | Relatório | Hope 65', 73' | Árbitro: PUR William Anderson               |

| 7 de setembro de 2018 | Anguila | 0 – 5     | Guiana Francesa                                                      | Raymond E. Guishard Technical Centre, The Valley |
| 16:00                 |         | Relatório | Lauristin 15' · Torvic 29' · Éric 38' (pen) · Issorat 55' · Rino 83' | Árbitro: JAM Karl Tyrell                         |

| 7 de setembro de 2018 | Antígua e Barbuda | 0 – 3     | Santa Lúcia                             | Estádio Sir Vivian Richards, North Sound |
| 18:00                 |                   | Relatório | Williams 50' · Remy 67' · McFarlane 90' | Árbitro: GUY Sherwin Johnson             |

| 7 de setembro de 2018 | Belize                                              | 4 – 0     | Bahamas | Estádio Isidoro Beaton, Belmopan |
| 20:00                 | McCaulay 40' · Miller 44' (g.c.) · Lopez 80', 90+5' | Relatório |         | Árbitro: CUB Marcos Brea         |

| 8 de setembro de 2018 | São Vicente e Granadinas | 0 – 2     | Nicarágua              | Estádio Arnos Vale, Arnos Vale |
| 15:00                 |                          | Relatório | Niño 27' · Barrera 39' | Árbitro: GRN Reon Radix        |

| 8 de setembro de 2018 | Cuba | 11 – 0    | Turcas e Caicos | Estádio Pedro Marrero, Havana |
| 16:00                 | Paradela 8', 37', 49' · Morris 33', 83' · Baquero 36', 45+1' · Santa Cruz 52', 54' · Caballero 65', 77' | Relatório |                 | Árbitro: JAM Kevin Morrison   |

| 8 de setembro de 2018 | Monserrate | 1 – 2     | El Salvador      | Estádio Blakes Estate, Lookout |
| 19:00                 | Taylor 38' | Relatório | Cerén 62', 90+4' | Árbitro: GUY Sherwin Moore     |

| 9 de setembro de 2018 | Bonaire | 0 – 5     | República Dominicana                              | Estádio Ergilio Hato, Willemstad (Curaçao) |
| 16:00                 |         | Relatório | Peralta 66', 75', 88' · López 86' · Heredia 90+1' | Árbitro: HAI Patrick Senecharles           |

| 9 de setembro de 2018 | Ilhas Virgens Americanas | 0 – 8     | Canadá                                                                        | IMG Academy, Bradenton (Estados Unidos) |
| 16:00                 |                          | Relatório | Osorio 6' · Cavallini 9', 45' · David 32', 37' · Hoilett 50' · Larin 60', 80' | Árbitro: VIN Moeth Gaymes               |

| 9 de setembro de 2018 | Aruba                                   | 3 – 1     | Bermudas  | Estádio Ergilio Hato, Willemstad (Curaçao) |
| 18:00                 | Gómez 7' · Baten 11' (pen) · Santos 50' | Relatório | Smith 21' | Árbitro: GUA Sergio Reyna                  |

| 9 de setembro de 2018 | Jamaica                           | 4 – 0     | Ilhas Caimã | Independence Park, Kingston |
| 19:00                 | Mattocks 2', 58' · Burke 35', 66' | Relatório |             | Árbitro: GUA Bryan López    |

| 9 de setembro de 2018 | São Cristóvão e Neves | 1 – 0     | Porto Rico | Warner Park Sports Complex, Basseterre |
| 20:00                 | Panayiotou 90+1'      | Relatório |            | Árbitro: SUR Johannes Dolaini          |

| 10 de setembro de 2018 | Haiti | 13 – 0    | São Martinho Neerlandês | Stade Sylvio Cator, Porto Príncipe |
| 18:30                  | Pierrot 11', 72' · Nazon 19', 35', 42', 61', 64' · Forsythe 26' (g.c.) · Hérold Jr. 47' · Arcus 59' · Etienne 71' · Mustivar 86' · Louis 88' | Relatório |                         | Árbitro: NCA Nitzar Chávez         |

| 10 de setembro de 2018 | Curaçau | 10 – 0    | Granada | Estádio Ergilio Hato, Willemstad |
| 20:00                  | Hooi 11' · C. Martina 19' · Kuwas 23' · Bacuna 53' · Janga 59', 84', 88' · Nepomuceno 68' · Leuteria 90+1' | Relatório |         | Árbitro: CRC Hugo Cruz           |

| 11 de setembro de 2018 | São Martinho Francês | 0 – 3     | Guadalupe                            | Raymond E. Guishard Technical Centre, The Valley (Anguilla) |
| 16:00                  |                      | Relatório | David 7' · Gendrey 27' · Passape 65' | Árbitro: ARU Ricangel De Leca                               |

| 16 de outubro de 2018 | Martinica                               | 4 – 0     | Ilhas Virgens Britânicas | Stade Pierre-Aliker, Fort-de-France |
| 19:00                 | Parsemain 65', 90+1' · Biron 83', 90+2' | Relatório |                          | Árbitro: MEX Jorge Pérez            |

### Segunda rodada
| 11 de outubro de 2018 | Guiana Francesa | 0 – 1     | São Vicente e Granadinas | Stade Municipal Dr. Edmard Lama, Rémire-Montjoly |
| 19:30                 |                 | Relatório | Solomon 60' (pen)        | Árbitro: SLV Ismael Meléndez                     |

| 12 de outubro de 2018 | Ilhas Virgens Americanas | 0 – 5     | Curaçau                                                                          | IMG Academy, Bradenton (Estados Unidos) |
| 16:00                 |                          | Relatório | Janga 29' · Nepomuceno 33' · Bacuna 53' (pen) · Greene 55' (g.c.) · Martinus 89' | Árbitro: BRB Jamar Springer             |

| 12 de outubro de 2018 | Bahamas | 0 – 6     | Antígua e Barbuda                                                       | Estádio Thomas Robinson, Nassau |
| 18:00                 |         | Relatório | Weston 12' (pen), 43' (pen), 77' · Byers 15' · Jahraldo-Martin 40', 68' | Árbitro: HON Raúl Castro        |

| 12 de outubro de 2018 | Bermudas | 12 – 0    | São Martinho Neerlandês | Estádio Nacional, Devonshire  |
| 18:30                 | Lambe 10' (pen), 17', 84' · Simmons 13' · Lewis 28', 40', 88' · Ming 37' · Bascome 43' · Evans 52' · Tyrell 62' · Leverock 73' | Relatório |                         | Árbitro: JAM Daneon Parchment |

| 12 de outubro de 2018 | República Dominicana                  | 3 – 0     | Ilhas Caimã | Estádio Cibao FC, Santiago de los Caballeros |
| 20:00                 | Bonnín 21' · Rodríguez 25' · Peña 76' | Relatório |             | Árbitro: HAI Carl Elie                       |

| 12 de outubro de 2018 | Granada | 0 – 2     | Cuba                          | Estádio de Atletismo Kirani James, Saint George's |
| 20:00                 |         | Relatório | Paradela 21' · Santa Cruz 65' | Árbitro: CRC Juan Calderón                        |

| 13 de outubro de 2018 | Porto Rico | 0 – 1     | Martinica     | Estádio Juan Ramón Loubriel, Bayamón |
| 16:00                 |            | Relatório | Parsemain 47' | Árbitro: HON Héctor Rodríguez        |

| 13 de outubro de 2018 | Turcas e Caicos | 0 – 8     | Guiana                                                                       | TCIFA National Academy, Providenciales |
| 16:00                 |                 | Relatório | Holder 7', 37', 45' · Welshman 20', 69', 81' (pen) · Bobb 45+2' · Kadell 77' | Árbitro: PAN Oliver Vergara            |

| 13 de outubro de 2018 | Suriname                                                | 5 – 0     | Ilhas Virgens Britânicas | André Kamperveen Stadion, Paramaribo |
| 18:30                 | Rijssel 23', 76' · Elshot 43' · Fer 66' · Comvalius 82' | Relatório |                          | Árbitro: GUA Walter López            |

| 13 de outubro de 2018 | El Salvador                            | 3 – 0     | Barbados | Estádio Cuscatlán, San Salvador |
| 22:00                 | Bonilla 22' · Baires 43' · Mayen 90+2' | Relatório |          | Árbitro: GUY Gladwyn Johnson    |

| 14 de outubro de 2018 | São Martinho Francês | 0 – 10    | São Cristóvão e Neves | Raymond E. Guishard Technical Centre, The Valley (Anguilla) |
| 16:00                 |                      | Relatório | Harris 6', 12', 64' · Noubou 15' (g.c.) · Panayiotou 26', 81' · Wharton 30', 90+1' · Sterling-James 39' · Ta. Hanley 77' | Árbitro: PUR William Anderson                               |

| 14 de outubro de 2018 | Monserrate     | 1 – 0     | Belize | Estádio Blakes Estate, Lookout |
| 18:00                 | Weir-Daley 74' | Relatório |        | Árbitro: MEX Edgar Rangel      |

| 14 de outubro de 2018 | Bonaire | 0 – 6     | Jamaica                                                            | Estádio Ergilio Hato, Willemstad (Curaçao) |
| 18:00                 |         | Relatório | Burke 14' · Morris 43', 51' · Gordon 48' · Vassell 58' · Kelly 81' | Árbitro: GUY Sherwin Moore                 |

| 14 de outubro de 2018 | Nicarágua                                                  | 6 – 0     | Anguila | Estádio Eladio Rosabal Cordero, Heredia (Costa Rica) |
| 19:00                 | Moreno 1', 39' · Battice 4' (g.c.) · Barrera 22', 28', 42' | Relatório |         | Árbitro: SLV Germán Martínez                         |

| 16 de outubro de 2018 | Canadá                                                                       | 5 – 0     | Dominica | BMO Field, Toronto        |
| 19:00                 | David 3' · Hoilett 14' · Cavallini 18' (pen) · Joseph 47' (g.c.) · Larin 82' | Relatório |          | Árbitro: MEX Oscar Macías |

| 16 de outubro de 2018 | Guadalupe | 0 – 0     | Aruba | Stade René Serge Nabajoth, Les Abymes |
| 20:00                 |           | Relatório |       | Árbitro: USA Nima Saghafi             |

| 16 de outubro de 2018 | Santa Lúcia  | 1 – 2     | Haiti                         | Stade Pierre-Aliker, Fort-de-France (Martinica) |
| 21:15                 | Williams 42' | Relatório | Mustivar 13' · Hérold Jr. 34' | Árbitro: SKN Trevester Richards                 |

### Terceira rodada
| 16 de novembro de 2018 | Granada                                               | 5 – 2     | São Martinho Francês    | Estádio de Atletismo Kirani James, Saint George's |
| 18:00                  | J. Charles 15', 21' · Hinkson 40' · Paterson 49', 84' | Relatório | Joichim 45' · Cocks 62' | Árbitro: ARU Ricangel De Leca                     |

| 16 de novembro de 2018 | Bermudas  | 1 – 0     | El Salvador | Estádio Nacional, Devonshire  |
| 19:00                  | Wells 71' | Relatório |             | Árbitro: PUR William Anderson |

| 16 de novembro de 2018 | Aruba | 0 – 2     | Monserrate                         | Estádio Ergilio Hato, Willemstad (Curaçao) |
| 20:00                  |       | Relatório | Weir-Daley 36' · Woods-Garness 51' | Árbitro: SUR Johannes Dolaini              |

| 16 de novembro de 2018 | Belize    | 1 – 0     | Porto Rico | Estádio Isidoro Beaton, Belmopan |
| 21:00                  | Casey 31' | Relatório |            | Árbitro: NCA Nitzar Chávez       |

| 17 de novembro de 2018 | Cuba           | 1 – 0     | República Dominicana | Estádio Pedro Marrero, Havana |
| 15:30                  | Santa Cruz 83' | Relatório |                      | Árbitro: GUY Sherwin Moore    |

| 17 de novembro de 2018 | Jamaica                       | 2 – 1     | Suriname   | Montego Bay Sports Complex, Montego Bay |
| 19:00                  | Burke 7' · Mattocks 16' (pen) | Relatório | D. Fer 36' | Árbitro: SKN Tristley Bassue            |

| 17 de novembro de 2018 | Nicarágua | 0 – 2     | Haiti                     | Estádio Nacional, Manágua |
| 20:00                  |           | Relatório | Cantave 12' · Etienne 31' | Árbitro: CAN Drew Fischer |

| 17 de novembro de 2018 | Ilhas Caimã | 0 – 0     | Santa Lúcia | Truman Bodden Sports Complex, George Town |
| 20:00                  |             | Relatório |             | Árbitro: CUB Yadel Martínez               |

| 18 de novembro de 2018 | Turcas e Caicos               | 3 – 2     | São Vicente e Granadinas        | TCIFA National Academy, Providenciales |
| 15:00                  | Forbes 7', 43' · Francois 89' | Relatório | Sutherland 86' · McBurnette 88' | Árbitro: DMA Charvis Delsol            |

| 18 de novembro de 2018 | Bahamas  | 1 – 1     | Anguila    | Estádio Thomas Robinson, Nassau |
| 18:00                  | Jean 62' | Relatório | Rogers 30' | Árbitro: SLV Germán Martínez    |

| 18 de novembro de 2018 | Barbados                                | 3 – 0     | Ilhas Virgens Americanas | Wildey Astro Turf, Wildey |
| 18:00                  | Holligan 25' · Sargeant 80' · Harte 89' | Relatório |                          | Árbitro: GUA Sergio Reyna |

| 18 de novembro de 2018 | São Cristóvão e Neves | 0 – 1     | Canadá         | Warner Park Sports Complex, Basseterre |
| 19:00                  |                       | Relatório | Hutchinson 44' | Árbitro: JAM Kevin Morrison            |

| 19 de novembro de 2018 | Martinica                                              | 4 – 2     | Antígua e Barbuda           | Stade Pierre-Aliker, Fort-de-France |
| 19:00                  | Abaul 12' · Crétinoir 23' · Jougon 25' · Parsemain 43' | Relatório | Weston 17' · Griffith 90+1' | Árbitro: USA Ted Unkel              |

| 19 de novembro de 2018 | Curaçau                                              | 6 – 0     | Guadalupe | Estádio Ergilio Hato, Willemstad |
| 19:00                  | Nepomuceno 39', 61' · Hooi 58', 79' · Janga 77', 90' | Relatório |           | Árbitro: SLV Jaime Herrera       |

| 20 de novembro de 2018 | São Martinho Neerlandês | 0 – 2     | Dominica              | Raymond E. Guishard Technical Centre, The Valley (Anguilla) |
| 13:45                  |                         | Relatório | Wade 6' · Peltier 52' | Árbitro: MEX Luis Santander                                 |

| 20 de novembro de 2018 | Guiana Francesa | 2 – 1     | Guiana    | Stade Municipal Dr. Edmard Lama, Rémire-Montjoly |
| 17:30                  | Haabo 18', 46'  | Relatório | Danns 59' | Árbitro: HAI Carl-Henry Elie                     |

| 24 de março de 2019 | Ilhas Virgens Britânicas | 1 – 2     | Bonaire          | Raymond E. Guishard Technical Centre, The Valley (Anguilla) |
| 15:00               | Wilson 76' (pen)         | Relatório | Windster 7', 88' | Árbitro: JAM Kevin Morrison                                 |

### Quarta rodada
| 21 de março de 2019 | Ilhas Virgens Britânicas   | 2 – 2     | Turcas e Caicos         | Raymond E. Guishard Technical Centre, The Valley (Anguilla) |
| 15:00               | Caesar 64' · Wiltshire 83' | Relatório | Forbes 86' · Dorvil 87' | Árbitro: VIN Moeth Gaymes                                   |

| 21 de março de 2019 | São Vicente e Granadinas     | 2 – 1     | Bonaire   | Estádio Arnos Vale, Arnos Vale |
| 15:00               | Stewart 77' · Cunningham 79' | Relatório | Koffy 37' | Árbitro: PUR José Raúl Torres  |

| 22 de março de 2019 | Anguila | 0 – 3     | Ilhas Virgens Americanas           | Raymond E. Guishard Technical Centre, The Valley |
| 15:00               |         | Relatório | Mack 15' · Pierre 26' · Dennis 86' | Árbitro: SKN Tristley Bassue                     |

| 22 de março de 2019 | Santa Lúcia                         | 3 – 2     | Aruba                  | Estádio Sir Vivian Richards, North Sound (Antígua e Barbuda) |
| 18:00               | Macfarlane 38', 63' · L. Joseph 66' | Relatório | John 53' · Gross 90+3' | Árbitro: GUY Sherwin Johnson                                 |

| 22 de março de 2019 | Ilhas Caimã   | 1 – 2     | Monserrate                            | Estádio Ed Bush, West Bay |
| 18:30               | M. Ebanks 49' | Relatório | Clifton 40' (pen) · Woods-Garness 66' | Árbitro: GUA Sergio Reyna |

| 23 de março de 2019 | Dominica                                | 4 – 0     | Bahamas | Windsor Park, Roseau            |
| 14:30               | Wade 24', 35' · Joseph 30' · Thomas 85' | Relatório |         | Árbitro: HON Raúl Castro Zúñiga |

| 23 de março de 2019 | São Martinho Neerlandês                              | 4 – 3     | São Martinho Francês                          | Raymond E. Guishard Technical Centre, The Valley (Anguilla) |
| 15:00               | Cocks 10' (g.c.) · Lake 23', 59' · Boelijn 30' (pen) | Relatório | Arrondell 11' · Cocks 52' · Dupalus 80' (pen) | Árbitro: DMA Charvis Delsol                                 |

| 23 de março de 2019 | Antígua e Barbuda          | 2 – 1     | Curaçau       | Estádio Sir Vivian Richards, North Sound |
| 18:00               | Osbourne 1' · Benjamin 49' | Relatório | Kastaneer 37' | Árbitro: DOM Randy Solano                |

| 23 de março de 2019 | Guiana                         | 2 – 1     | Belize     | Synthetic Track and Field Facility, Leonora |
| 18:30               | Danns 16' (pen) · Welshman 43' | Relatório | Kuylen 25' | Árbitro: TCA Dane St Elmo Ritchie           |

| 23 de março de 2019 | Suriname                    | 2 – 0     | São Cristóvão e Neves | André Kamperveen Stadion, Paramaribo |
| 18:30               | Rijssel 38' · Comvalius 71' | Relatório |                       | Árbitro: NCA Erick Lezama            |

| 23 de março de 2019 | Guadalupe | 0 – 1     | Martinica   | Stade René Serge Nabajoth, Les Abymes |
| 20:00               |           | Relatório | Jobello 63' | Árbitro: SLV Ismael Cornejo           |

| 23 de março de 2019 | El Salvador                   | 2 – 0     | Jamaica | Estádio Cuscatlán, San Salvador    |
| 22:00               | Bonilla 49' · Lowe 85' (g.c.) | Relatório |         | Árbitro: CRC Juan Gabriel Calderón |

| 24 de março de 2019 | Porto Rico | 0 – 2     | Granada                   | Estádio Juan Ramón Loubriel, Bayamón |
| 16:00               |            | Relatório | German 27' · Paterson 74' | Árbitro: SKN Trevester Richards      |

| 24 de março de 2019 | República Dominicana | 1 – 3     | Bermudas                           | Estádio Cibao, Santiago de los Caballeros |
| 20:00               | Peña 3'              | Relatório | Lewis 15' · Wells 64' · Donawa 74' | Árbitro: HAI Patrick Senecharles          |

| 24 de março de 2019 | Canadá                                       | 4 – 1     | Guiana Francesa | BC Place, Vancouver        |
| 21:00               | Hoilett 11' · Cavallini 39', 50' · David 41' | Relatório | Rimane 26'      | Árbitro: MEX Diego Montaño |

| 24 de março de 2019 | Haiti                    | 2 – 1     | Cuba         | Stade Sylvio Cator, Porto Príncipe |
| 18:30               | Nazon 26' · Lafrance 87' | Relatório | Paradela 61' | Árbitro: GUA Walter López          |

| 24 de março de 2019 | Barbados | 0 – 1     | Nicarágua   | Wildey Astro Turf, Wildey |
| 20:00               |          | Relatório | Barrera 65' | Árbitro: GRN Reon Radix   |